# Walter Bondy
Walter Bondy, né le 28 décembre 1880 à Prague et mort le 17 septembre 1940 à Toulon, est un dessinateur, photographe, collectionneur d'art et un auteur allemand.
Il est le fils de l'industriel Otto Bondy (de).

## Biographie
Walter Bondy est né le 28 décembre 1880 à Prague,. Il est le fils d'Otto Bondy (de) et de Julie Cassirer.
Il étudie l'architecture et le dessin à l'Académie des Beaux-Arts de Vienne avant d'étudier à Berlin pendant deux ans à l'Académie des arts. En 1903, il s'installe à Paris dans le quartier de Montparnasse et fréquente le café Le Dôme, dont il devient une figure titulaire   jusqu'au début de la Première Guerre mondiale en 1914. Retournant à Berlin en 1914, il épouse une Française, Cécile Houdy. Il acquiert la nationalité autrichienne. Critique et marchand d'art, il voyage entre l'Allemagne et la France. À partir de 1931, réfugié en France, il s'installe avec sa femme et sa fille à Sanary-sur-Mer. Dans cette commune, il gagne sa vie essentiellement en tant que photographe. L'été 1932, il rencontre Camille Bertron (née en 1910) qu'il épousera en secondes noces cinq ans plus tard, en 1937,. Il ne réussit pas à acquérir la nationalité française malgré le fait que sa femme et que ses enfants soient français. Son permis de travail est retiré en raison de la déclaration de la Seconde Guerre mondiale en 1939. Lui et sa femme s'installent à La Garde. En 1940, il échappe à l'internement qui est ordonné pour les exilés allemand ; sa femme avait contacté le général Raymond, celui-ci envoya un gendarme qui a rédigé un certificat déclarant que le peintre étranger était « intransportable ».
Walter Bondy meurt le 17 septembre 1940 à Toulon.